# سیارک ۲۰۳۴۱
سیارک ۲۰۳۴۱ (به انگلیسی: 20341 Alanstack، نامگذاری:1998HX91) بیست هزار و سیصد و چهل و یکمین سیارک کشف شده‌است که در ۲۱ آوریل ۱۹۹۸ کشف شد.
قدر مطلق سیارک برابر ۱۸.۶ است.